# Борисов, Василий Иванович
Васи́лий Ива́нович Бори́сов (род. 18 января 1939, Верхнее Турово, Воронежская область) — советский и российский учёный в области радиотехники и электроники. Академик РАН (2019).

## Биография
Окончил физический факультет Воронежского государственного университета (1962).
В 1962—1966 инженер, старший инженер НИИ Госкомитета Совета Министров СССР по радиоэлектронике.
С 1966 г. — старший инженер, начальник лаборатории и отдела, зам. директора и директор Воронежского НИИ связи.
С 1990 г. генеральный конструктор — генеральный директор Воронежского НПО «Заря», директор НИИ связи концерна «Телеком».
С 2005 г. генеральный директор созданного на базе ФГУП «Воронежский НИИ связи» интегрированного холдинга ОАО "Концерн «Созвездие».
Доктор технических наук (1988), профессор (1992). В 1991 году избран членом-корреспондентом АН СССР, а в 2019 году — действительным членом РАН.
Автор более 130 научных трудов. Главный редактор научно-технического сборника «Техника радиосвязи».
Создал новое направление в теории помехозащищённости на основе вероятностно-временной модели функционирования систем радиосвязи в условиях РЭБ. Разработал теорию и методы проектирования радиоэлектронных систем, способных работать в экстремальных условиях, систем военной и космической связи.

## Награды
Лауреат Государственной премии СССР (1983) и Государственной премии РФ (2000).
Награждён орденами Трудового Красного Знамени (1985), «Знак Почёта» (1977), «За заслуги перед Отечеством» 4 (1999) и 3 (2009) степени, медалями.